# Angelica angelicastrum
Angelica angelicastrum là một loài thực vật có hoa trong họ Hoa tán. Loài này được (Hoffmanns. & Link) Cout. mô tả khoa học đầu tiên năm 1913.